# Wybory prezydenckie w Libanie w 1943 roku
Wybory prezydenckie w Libanie odbyły się 21 września 1943 roku. Pierwszym prezydentem niepodległego Libanu został Biszara al-Churi, przewodniczący Bloku Konstytucyjnego. Wyboru dokonał 66-osobowy parlament.